# Natanael
Natanael er en af Jesu disciple. Han omtales i Johannesevangeliet 1,45, og hans navn betyder "Guds gave" på hebræisk.
Når han opfattes som én af de tolv disciple, identificeres han normalt med Bartholomæus.
| Kristendom | Spire Denne artikel om kristendom er en spire som bør udbygges. Du er velkommen til at hjælpe Wikipedia ved at udvide den. |